# Varjúhájfa
A varjúhájfa (Pachyphytum) a kőtörőfű-virágúak (Saxifragales) rendjébe, ezen belül a varjúhájfélék (Crassulaceae) családjába és a fáskövirózsa-formák (Sempervivoideae) alcsaládjába tartozó nemzetség.

## Előfordulásuk
A varjúhájfa nemzetség fajai, természetes körülmények között kizárólag Mexikóban fordulnak elő.

## Rendszerezés
A nemzetségbe az alábbi 21 faj tartozik:
- Pachyphytum brachetii J.Reyes, O.González & A.Gut.
- Pachyphytum bracteosum Link, Klotzsch & Otto - típusfaj
- Pachyphytum brevifolium Rose
- Pachyphytum caesium Kimnach & R.C.Moran
- Pachyphytum coeruleum J.Meyrán
- Pachyphytum compactum Rose
- Pachyphytum contrerasii Pérez-Calix, I.García & Cházaro
- Pachyphytum cuicatecanum (J.Reyes, Joel Pérez & Brachet) Kimnach
- Pachyphytum fittkaui Moran
- Pachyphytum garciae Pérez-Calix & Glass
- Pachyphytum glutinicaule Moran
- Pachyphytum hookeri (Salm-Dyck) A.Berger
- Pachyphytum kimnachii Moran
- Pachyphytum longifolium Rose
- Pachyphytum machucae I.García, Glass & Cházaro
- Pachyphytum oviferum J.A.Purpus
- Pachyphytum rogeliocardenasii Pérez-Calix & R.Torres
- Pachyphytum rzedowskii I.García, Pérez-Calix & J.Meyrán
- Pachyphytum saltensis Brachet, J.Reyes & R.Mondragón
- Pachyphytum viride E.Walther
- Pachyphytum werdermannii Poelln.